# Gruppe Oberlauterbach
Die Gruppe Oberlauterbach (auch Oberlauterbacher Gruppe) ist eine archäologische Regionalgruppe des Mittelneolithikums in Bayern.
Der Begriff wurde 1936 von Ferdinand Birkner eingeführt, nach Oberlauterbach (Ortsteil von Pfeffenhausen, Landkreis Landshut). Die monographische Bearbeitung erfolgte erst 1985 durch Peter Bayerlein. Die spätbandkeramische Regionalgruppe wurde noch in den 1930er- und 1940er-Jahren als „Bayerisch Rössen“ bezeichnet, da sie im Formenschatz der Keramik große Ähnlichkeiten zur Rössener Kultur aufweist. Sie folgt auf die auch in Bayern weit verbreitete Kultur der frühneolithischen Linearbandkeramik und weist viele Stilelemente der Stichbandkeramik auf. Daher sprach Bernd Engelhardt 1983 von einem „Oberlauterbacher/stichbandkeramischen Mischstil“. Wegen dieser stilistischen Vielfalt wurde 1994 der Vorschlag vorgelegt, diese archäologische Kultur als Südostbayerisches Mittelneolithikum (SOB) zu bezeichnen.

## Chronologische Einordnung
Zeitlich lässt sich die Oberlauterbacher Gruppe zwischen das Ende der Linienbandkeramik und den Anfang der Münchshöfener Gruppe einordnen. Während erstere Zeitgrenze durch Funde aus Zeholfing II Kothingeichendorf und Hienheim begründet sind, lässt sich die Verbindung zur Münchshöfener Gruppe durch die Galeriehöhle im Landkreis Kelheim belegen. In der ersten Phase sind Einflüsse bzw. Verbindungen zur Hinkelstein-Gruppe zu erkennen, die in der folgenden durch die, der Großgartacher Gruppe und Stichbandkeramik ergänzt wurden. In der jüngsten Periode der Oberlauterbacher Gruppe tritt diese stark mit der späten Stichbandkeramik und Lengyel-Kultur in Kontakt.
Die Gruppe Oberlauterbach gliedert sich in drei chronologische Abschnitte:
- SOB I (ca. 5000–4800 v. Chr.),
- SOB II, das Ältere Oberlauterbach (ca. 4800–4600 v. Chr.),
- SOB III, das Jüngere Oberlauterbach (um 4600 v. Chr.).

## Geographische Verbreitung
Der Verbreitungsschwerpunkt liegt südlich der Donau und entlang der Isar, in Niederbayern, der südlichen Oberpfalz und in Oberschwaben; außerdem in Mittelfranken und Unterfranken, Oberbayern, Salzburg und Westböhmen.
Die Oberlauterbacher Gruppe erstreckt sich hauptsächlich in Niederbayern und der Oberpfalz südlich der Donau. Mit der Gegend südlich von Regensburg bilden diese das Kerngebiet, auf dem über zwei Drittel der Funde zur entsprechenden Gruppe gemacht wurden. Im Norden und Nordosten zieht sich eine Grenze von der Mündung der Altmühl bis zur nördlich gelegenen Donau. Letztere stellt geographisch die nördliche Hauptachse dar. Richtung Westen und Südwesten zieht sich die Oberlauterbacher Gruppe über das Gebiet der Lechmündung hin zu den Höhenrücken der Isar und Amper, nahe Freising. Im Süden bildet das Vilstal eine Linie, an der sich die Siedlungsfunde der Oberlauterbacher Gruppe brechen.
Neben diesem definierten Siedlungsgebiet stieß man vereinzelt auf Fundplätze nördlich der Fränkischen Alb und in den Gebieten des Moränengürtels nördlich des Alpenrandes (München, Salzburg).
Die Verbreitungsgebiete der Oberlauterbacher Gruppe findet in Niederbayern eine fast vollständige Übereinstimmung mit denen der Linienbandkeramik.
Bekannte Siedlungen sind neben Oberlauterbach v. a. Kothingeichendorf, Künzing-Unternberg und Hienheim (Landkreis Kelheim).

## Siedlungscharakteristik

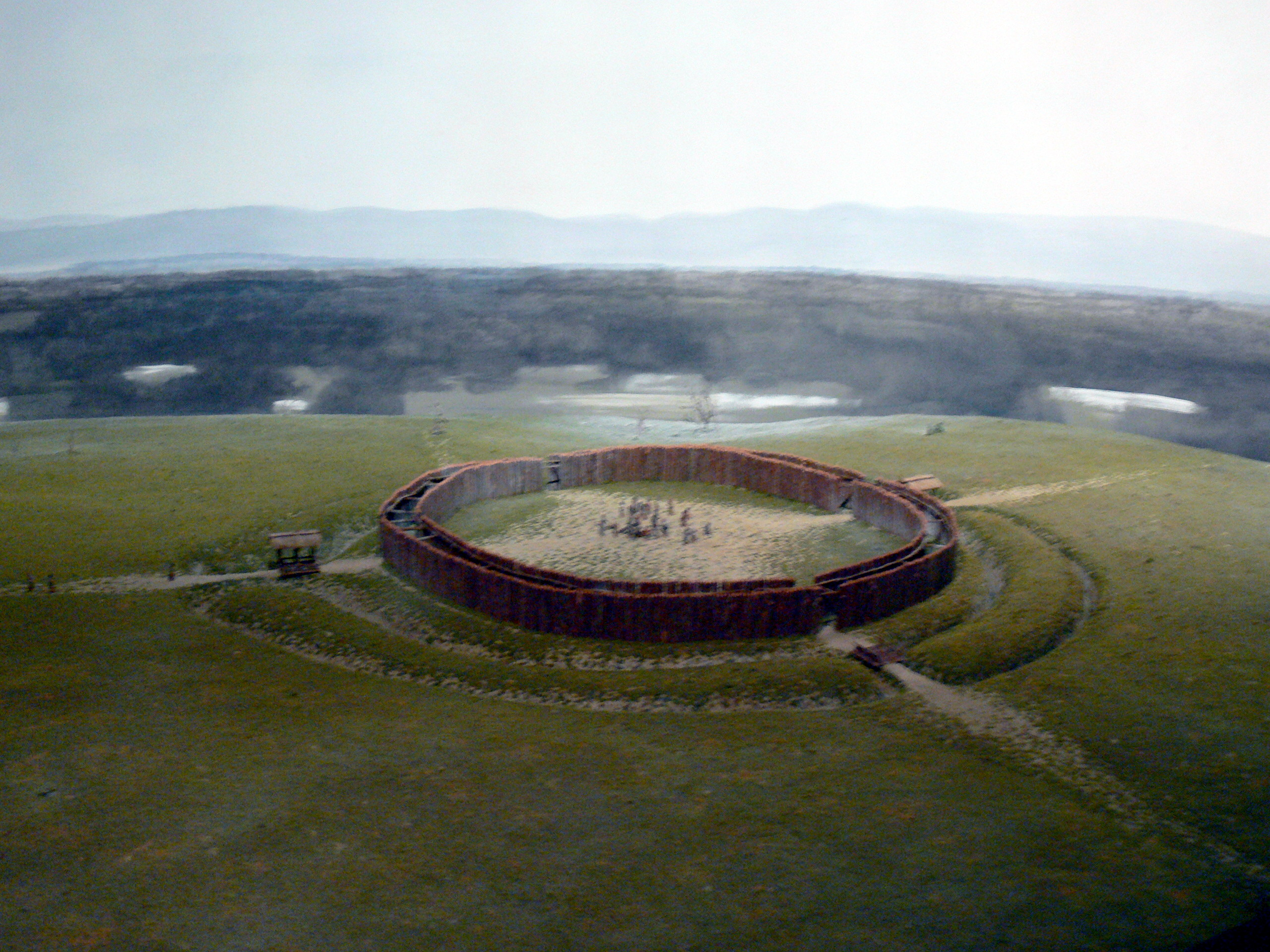
Kreisgrabenanlage in Künzing_Unternberg; Rekonstruktion im Museum Quintana, Künzing

Die Siedlungen der Oberlauterbacher Gruppe ziehen sich perlschnurartig entlang breiter Flusstäler, wie dem Stromtal der Donau oder dem Landshuter Becken der Isar. Bevorzugt wurden zudem Hochterrassen, die im Frühjahr den nötigen Schutz vor den Überflutungen der Flüsse bieten konnten. Es kann in diesem Fall also von einer bewussten Wahl des Siedlungsplatzes ausgegangen werden. Untersuchungen in Niederbayern förderten zusätzlich Befestigungsanlagen auf Geländespornen zutage. Die Frage nach Schutz vor menschlicher Gefahr muss an dieser Stelle offenbleiben. Die Menschen siedelten vorwiegend auf Lössböden. Durch Ausgrabungen aufgedeckte Grundrisse aus Hienheim, lassen vermuten, dass Pfostenbauten mit gebogenen Längswänden in Gebrauch waren. Diese Annahme lässt sich durch den Vergleich mit der Rössener Kultur und ihren Langhäusern stützen. Als eine besondere Form finden sich innerhalb der Siedlungen u. a. von einem Doppelgraben umgebene Kreisgrabenanlagen, sogenannte Doppelgrabenrondelle.
Eine Vielzahl der Siedlungen der Oberlauterbacher Gruppe liegen auffällig nah beieinander. Zusammenhalt und Gruppenbildung prägten die politischen und sozialen Formen der Gesellschaft.

## Bestattungsritus
Über den Bestattungsritus der Oberlauterbacher Gruppe ist nicht viel bekannt. Bei Ausgrabungen fand man einzelne bzw. kleine Gruppen an Gräberfeldern. Die bekannten Skelette lagen vorrangig in gestreckter Rückenlage, häufig mit angezogenen Beinen. Vereinzelt traten seitliche Hocklagerungen auf. Die Bestatteten waren Ost/Nordost – West/Südwest orientiert ausgerichtet. Hier zeigt sich eine Übereinstimmung mit zeitgleich in Süddeutschland auftretenden Kulturphänomenen wie der Hinkelstein-Gruppe und der Großgartacher Gruppe. Die wenigen Gräber, die man fand, waren nur spärlich bis gar nicht mit Grabbeigaben versehen. Neben Kalksteinketten, Muschelperlen und Weinbergschnecken-Gehäusen fanden sich einige Pfeilspitzen, teilweise jedoch auch lediglich Gefäßscherben.

## Archäologisches Inventar

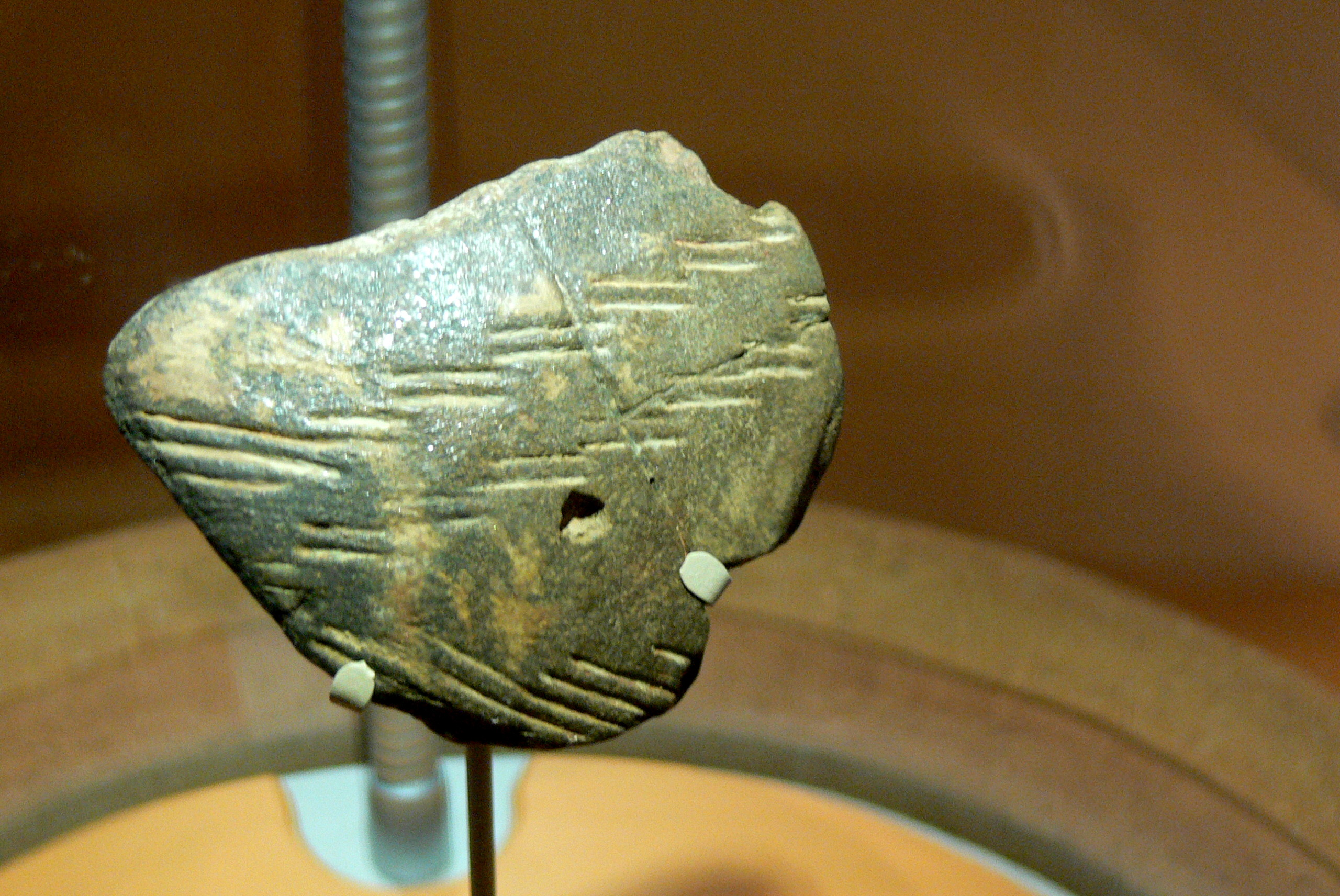
Fragment einer Schale der Oberlauterbacher Gruppe, Passau

Bei der Keramik sind birnförmige Gefäße, Töpfe mit Bauchknick, kugelige bis doppelkonische Becher sowie Becher mit weit ausschwingendem Rand typisch. Als Verzierung finden sich: „Geißfuß“ (Doppelstich) und „Halsband“. Typisch sind Zapfenhenkel (Hörnchen). Einflüsse des jüngeren Lengyel sind vorhanden.